# Заболоть (Коростенський район)
За́болоть — село в Україні, в Овруцькій міській територіальній громаді Коростенського району Житомирської області. Населення становить 69 осіб (2001).

## Історія
У 1906 році — хутір Покалівської волості Овруцького повіту Волинської губернії. Відстань від повітового міста 35 верст, від волосты 20. Дворів 21, мешканців 122.
До 20 грудня 2019 року село входило до складу Слобідської сільської ради Овруцького району Житомирської області.